# Ariel Davrieux
Ariel Davrieux (* im 20. Jahrhundert) ist ein uruguayischer Politiker und Wirtschaftswissenschaftler.
Sein Studium an der Universidad de la República (UdelaR) schloss der der Partido Colorado angehörige Davrieux als Certified Public Accountant ab. Dort lehrt er auch als „grado 5“-Professor an der wirtschaftswissenschaftlichen Fakultät.
Während der ersten Präsidentschaft Julio María Sanguinettis war er vom 1. März 1985 bis 12. Februar 1990 Direktor des Oficina de Planeamiento y Presupuesto (OPP). Auch während der zweiten Präsidentschaftsphase Sanguinettis sowie unter dessen Nachfolger Jorge Batlle hatte er zwischen dem 1. März 1995 und dem 28. Februar 2005 diese Funktion inne.